# فيليب غودوي
فيليب غودوي (بالفرنسية: Philippe Godoy)‏ هو لاعب كرة قدم فرنسي، ولد في 23 أبريل 1971 في غرونوبل في فرنسا. لعب مع أتلانتا سيلفرباكس ونادي بريست ونادي تور ونادي ساباديل ونادي غرونوبل.